# Theunis Piersma

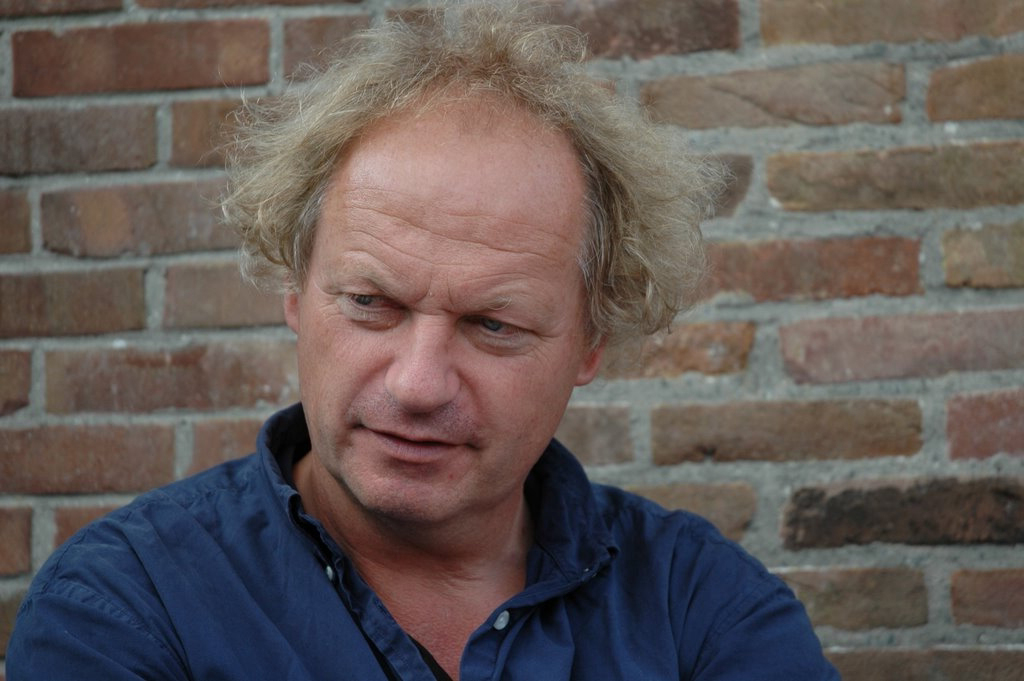
Theunis Piersma

Theunis Piersma (* 15. Juni 1958 in Hemelum) ist ein niederländischer Ornithologe.

## Leben
Piersma studierte Biologie an der Reichsuniversität Groningen, wurde dort 1994 unter der Leitung von Rudi Drent in Ornithologie promoviert und ist dort seit 2003 Professor für Tierökologie. Seit 2012 hat er dort einen Lehrstuhl für Zugvogel-Ökologie, finanziert vom WWF und dem niederländischen Vogelschutzbund. Außerdem ist er Mitarbeiter am Königlichen Niederländischen Institut für Meeresforschung (NIOZ) in ’t Horntje. 
Er ist für Forschungen zur Ökologie von Vogelwanderungen in weltweitem Maßstab bekannt und forschte dazu unter anderem in Afrika, Australien, Nord- und Südamerika und China. Er baute ein weltweites Netzwerk von Beobachtern auf den Zugvogelrouten auf und ist im Naturschutz für Zugvögel aktiv. In den Niederlanden befasste er sich vor allem mit Vögeln im Wattenmeer (besonders der Uferschnepfe, Knutt) und kritisierte den mangelnden Schutz des Wattenmeers in seinem Heimatland. Er war an Kampagnen gegen die Herzmuschel-Fischerei in den Niederlanden beteiligt (die dort intensiv befischt wurden und dadurch den Vögeln als Nahrung fehlten).
2014 erhielt er den Spinoza-Preis. Er ist seit 2009 Mitglied der Königlich Niederländischen Akademie der Wissenschaften. 2004 erhielt er den Preis der Prinz Bernhard Stiftung für Naturschutz.

## Schriften
- mit Jan van de Kam, P. F. Battley, B. J. McCaffery, D. I. Rogers, J.-S. Hong, N. Moores, J.-Y. Ki, J. Lewis: Invisible connections. Why migrating shorebirds need the Yellow Sea. CSIRO Publishing, Melbourne 2010.
- mit J. van de Kam, B. J. Ens, L. Zwarts: Ecologische atlas van de Nederlandse wadvogels, Haarlem: Schuyt 1999
- mit J. van de Kam, B. J: Ens, L. Zwarts: Shorebirds. An illustrated behavioural ecology. Utrecht: KNNV Publishers 2004